# 四字熟語
四字熟語（よじじゅくご）とは、日本において漢字4文字で作られた熟語を指す用語。学術的な用語ではなく、4字の熟語や成語を指す概念として自然発生的に現れた比較的新しい用語である。最広義には漢字4字で構成される言葉の全てを指すものとして解釈できるが、最近では、より狭い範囲をもって四字熟語とすることも一般的であり、しかもその定義は人によって一定でない。本項目では、この狭義の四字熟語について解説する。

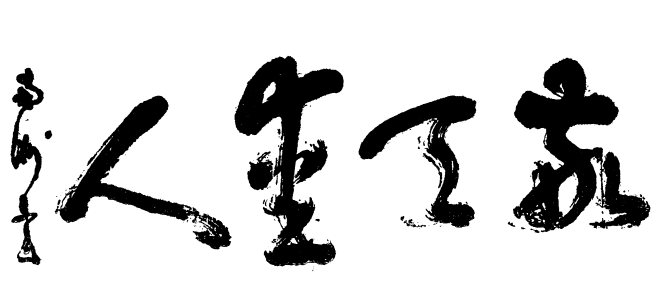
四字熟語の一例
敬天愛人（けいてんあいじん） - 「天を敬い人を愛する」という意味。画像は西郷隆盛の書。

四字漢語、四字成語、四文字熟語（よんもじじゅくご）とも呼ばれる。一般的に「四字」は「しじ」と読むことはまれ（#「四字」の読みについてを参照）。

## 概要
漢字4文字で構成される言葉は、ほぼ無数と言えるほど膨大に存在する。このうち、より狭い範囲で「四字熟語」と総称される言葉は、一般に慣用句的に用いられる言葉であると認識される。慣用句とは、複数の語が堅固に結びついた特定の言い回しのことである。例えば「弁慶の泣きどころ」という慣用句は「弁慶」＋「泣きどころ」という構成成分に分けて考えても、それが向こう脛を意味する言い回しであることを類推することは難しい。また「弁慶の急所」とか「豪傑の泣き所」などと同義の他の語の組み合わせを考えても、向こう脛という言い回しにはならない。言語学においては、このように語と語の結びつきの強さを「熟合度」と呼ぶ。「四面楚歌」や「波瀾万丈」などは、四字熟語として広く認識されているが、これらも高い熟合度をもつ慣用句の1種とみなすことができ、4字が強く結びついて1つの意味になっている。逆に、例えば「株式会社」のような語が四字熟語として認識されにくいのは、この語の「株式」＋「会社」という成分が強く意識され、熟合度が低い複合語に過ぎないと認識されるからである。しかし、結局のところ、これらは人々がどう認識するかに依存してくるものなので、四字熟語を明確に定義することは大変困難である（#四字熟語の範囲を参照）。
このような狭い意味での「四字熟語」という用語が用いられるようになったのは、1985年（昭和60年）以降であるという（#四字熟語の歴史を参照）。同様の概念を中国語圏では成語（せいご、拼音: chéng yǔ）と呼び、ごく少数の例外を除き、4字で構成される（#中国語圏における成語との比較を参照）。
ある物事に対し、それに関連する故事や仏典などに由来する四字熟語を用いた場合は、文字数に比べて情報量が多く、共通知識のある者同士では意志伝達の助けとなったり、表現の幅を広げることができる。また、日本漢字能力検定の5級から1級までの出題範囲にも四字熟語は含まれているように、適切に使用することが、一つの教養であるとみなされ、中学、高校の国語の入試問題あるいは有名企業の入社試験で出題されたり、漢字パズルとして利用されることがある。さらに、創作四字熟語のように新たに四字熟語を創作する例もある（#四字熟語の現状を参照）。
人によって、知っている四字熟語の量には開きがあり、日常見かけない四字熟語を多用することには批判もある。また、そもそも「四字熟語」という区分を用いて特別視する現状に懐疑的な見方もある（#批判を参照）。

## 四字熟語の範囲

武田信玄の旗指物（軍旗）。この「疾如風 徐如林 侵掠如火 不動如山」というフレーズは、後に「風林火山」という有名な四字熟語として慣用されるようになった。

小学校や中学校など初等教育において、「熟語」と言えば、複数の漢字が結合して1つの語となっているものと教えられることが多い。この解釈に従えば、4つの漢字が連結した語は全て四字熟語である。これは、四字熟語という語における最も広い意味とされ、二字熟語、三字熟語、五字熟語などは、これと同様に広い意味で定義されることが多い。一方で「熟語」という語は「ことわざや慣用句として用いられる表現」という意味もしばしば同時に含蓄する。特に「四字熟語」と聞いて想起される漢字の結合の範囲は、狭いものであることが多い。漢字の結合のうち、四字のものは特別の意味をもつ語が多く、現状で特別視されることが多いからである（#成語を参照）。「広い意味での『四字の熟語』と、狭い意味での『四字熟語』は異なる概念である」という主張がなされることさえある。この「狭義の四字熟語」をどう定義するべきかがしばしば問題となる。
漢字4文字で構成される、広い意味での四字の熟語は、無数に挙げることができる。このうち「高速道路」「介護保険」「内閣改造」「児童虐待」など、現代の事象に関する語の多くは、熟語の構成成分を見ただけで、その意味を把握することができるという性質がある。この性質を言語学的には、「熟合度が低い」と言う（イディオムを参照）。このような性質をもつ語は、慣用句という意味での四字熟語から除外できるという。ただ、「現代における語」で熟合度が比較的高い語、すなわち「一見して意味を把握しにくい」という語も「教室崩壊」や「援助交際」などのようにやはり無数に存在するという。このような議論はかなり古くからなされていたらしく、1941年（昭和16年）に技術院が設置について審議された際、当局は「『科学技術』は一熟語であり、『科学』、『技術』の単なる並列ではない」と回答したという。
現代の事象に関する語を排除して、故事や仏典に基づく慣用句のみを狭義の四字熟語と呼ぶと結論付けることもできる。しかし、この場合、四字の故事成語という意味で「四字成語」と言った方が実態をよく反映している。また、「一期一会」「風林火山」のように和製のもの や、「一石二鳥」のように明確な典拠を見出せないものも、慣用されている四字熟語であると広く認識されているので、かなり限定的な範囲しかカバーすることができない。
道路標識にみられる「一時停止」という語のような例もある。これは、本来ならば現代における道路交通に関する用語であるが、「彼は一時停止のきかない人間だ」などと慣用句的に用いることもあるという。ところで、ある学生に「（　）肉（　）食」の空欄を補って四字熟語を完成させる問題を出題したところ「焼肉定食」と答えたという小噺がある。もちろん想定される正解は「弱肉強食」であり、多くの日本人が「焼肉定食」を狭義の四字熟語であると認識していない以上、常識的に考えればこれは正解とはみなされないであろう。しかし、前述の「一時停止」の例のような慣用句的用法が存在しないと断言できないので、これを不正解とする確固たる理由を挙げるのは難しい。（「焼肉定食」については、焼肉定食 (熟語)も参照）。これら「一時停止」「焼肉定食」などの事例に関して劇作家の別役実によると、「四字熟語というものは、もっと古風で、いかめしさを感じさせるものである」などと言って、四字熟語であるか否かを感覚的に判断する者は、少なくないという。
このように四字熟語を思いつく限り挙げていくときりがない。しかし、書籍に掲載できる数には限界があり、採用する四字熟語の選定基準が必要になる。多くの四字熟語辞典は、四字熟語を種別に分類し、これを採用基準にしているという。四字熟語の定義のかわりに、辞典の収録範囲のみに言及しているのは、四字熟語辞典でさえも四字熟語のはっきりとした定義を決定することが困難であることを物語っている。
例えば現状で収録数が最も多いとされる『新明解四字熟語辞典』（三省堂 1998年（平成10年））は、凡例で以下のように6分類している。
1. 現代社会 - 官官接待、総量規制など
2. 日本の成句 - 手前味噌、手練手管など（「てまえみそ」「てれんてくだ」のように音読みしないものが多い）
3. 中国典籍 - 臥薪嘗胆、櫛風沐雨など
4. 仏教語 - 色即是空、四苦八苦など
5. 「之」入り - 背水之陣、一炊之夢など（通常は「背水の陣」「一炊の夢」と表記する）
6. 訓読語 - 灯火可親、先従隗始など（通常は「灯火親しむべし」「先づ隗より始めよ」と訓読される）

ただ、現代社会の範疇に属する四字熟語を採用していると謳っているにもかかわらず、「駅弁大学」「昭和元禄」といったこの種の語がほとんど掲載されていないという批判がある。
この分類を他の辞典にあてはめると、現代語や和語を含むものをまず除外し、之入り、訓読語に属するものは、四字熟語とみなすかどうかを峻別しないものが多いという。
また、『岩波四字熟語辞典』（岩波書店 2002年（平成14年））では、前書きの中で「質実剛健」といった2字の熟語を2つ（「質実」と「剛健」）を組み合わせただけのものや、「九十九折（つづらおり）」のような和語をもとにしたものは正確には四字熟語とみなさないと明記している。しかし、それにもかかわらず、これらの語も収録しているという自己矛盾がある。このほかにも同書には、「天手古舞（てんてこまい）」「我武者羅（がむしゃら）」といった当て字に類するものや「試行錯誤（trial and error）」「門戸開放（Open-door policy）」と英語に由来するものなど、突飛な語が多く収録されている。もちろん前述のように、これらに類する言葉は無数に存在し、全てを網羅するのは不可能であるので、収録語に偏りが生じているという批判もあった。この批判に対して、同辞典の編集部が後年著した『四字熟語ひとくち話』（岩波書店 2007年（平成19年））によると、どの語にもそれぞれにいくばくかの根拠があり、どこまでが四字熟語であるか「侃々諤々の論争」 が予想されたので、編集者が興味深いと判断した語を厳選し、漢字が4つ並んでさえいれば全て四字熟語と認めるという方針で辞典を執筆したという。この方針でいくと、「四字熟語」という語自体さえも四字熟語であるとみなせることになる。
中国文学者の高島俊男は、これらの事例を忖度し、狭義の四字熟語であると一般に認識される言葉には、以下の共通点があると指摘している。
- 昔から日本人が使ってきた
- すべて音読み
- 漢製和製ともに含む

さらに創作四字熟語まで広げれば、「離妻苦留（リサイクル）」のような英語に対する当て字や「撤湾跡夢（てつわんあとむ）」のような駄洒落、「紙面ソ禍（しめんそか）」「長3慕思（ちょうさんぼし）」「鳥了X来（ちょうりょうばっこ）」のように漢字以外を含むもの、「打打打打（いてまえだせん）」「様様様様（よんさま）」のようなジョークなど、珍奇なものも多い。

## 四字熟語の歴史
本来「四字熟語」といえば、漢字4字が並ぶ語の全てを指すものとして差し支えなかった。狭い意味での「四字熟語」という用語が定着したのは、元・ジャーナリストの真藤健志郎の著、『「四字熟語」の辞典-活用引用自由自在』（日本実業出版社、1985年（昭和60年））以降であるという。実業家の稲葉通雄は同書が書店で平積みされているのを見て「四字の活字から成る『読む辞典』が静かに売れている」と評した。稲葉によると、当時の書店には故事熟語辞典、ことわざ辞典、蘊蓄字典などが並んでいたが、「四字熟語辞典」と称する書籍はこれ以外に見当たらなかったという。
もちろんこの著以前でも「四字熟語」という語の用例は見つけることができる が、これが特に決まった呼び方ではなく、人それぞれに「故事成語」や「故事熟語」あるいは単に「成語」や「成句」などと呼んでいたらしい。真藤は著書を「四字熟語」とカギカッコ付きで表記し、これが暫定的に命名した用語であることを強調していた。しかし、現在ではこの用語はすっかり定着し、四字熟語を紹介する本が数多く出版されている。
この現状を中国文学者の高島俊男は自身のエッセイの中で次のように表現している。
この命名がうまかったのか、ネコもシャクシも、岩波サンも三省堂サンもみんなまねをして、いまや『四字熟語ナニナニ』の洪水だ。〔中略〕「四字熟語」というコトバは日本語として天下公認、という扱いである。
四字熟語という用語がその概念を含め、一般に流布していった明確な要因は定かではない。パズルファンが四字熟語に注目し、それがブームになり定着したという見解 や、何かの拍子に中学入試に四字熟語が出題されはじめ、受験業界において一定の需要ができたからという見解 もある。いずれにせよ、四字熟語に対する需要が四字熟語に関する本を産み、それによって四字熟語に興味をもつ人々がますます増え、雪だるま式に四字熟語が普及していったのだと高島は推測している。また、高島は、1990年代以降、特定の著名人が好んで四字熟語を用いていることも、その後、四字熟語が注目を集める一因となったのだろうと指摘している。1998年（平成10年）の時点で毎日新聞では「最近、なぜか関心が高まっている四字熟語」と評されている。
四字熟語という用語を国語辞典として収録するようになった事例として『集英社国語辞典（初版）』（集英社 1993年（平成5年））、『大辞林（第二版）』（三省堂 1995年（平成7年））が挙げられる。日本語として定着した用語のみを収録の方針とする『広辞苑』では、第五版（1998年（平成10年））まで四字熟語の項目はなかったが、第六版（2008年（平成20年））には「漢字四字で構成される成句や熟語」という定義で項目が新設されている。

### 「四字」の読みについて
四字熟語という語を「よじじゅくご」と読む場合、「四」（よ）のみが訓読みで、残りの「字」（じ）、「熟」（じゅく）、「語」（ご）はすべて音読みである。すべてを音読みにするのであれば、「しじじゅくご」になり、過去に毎日新聞の投書欄でも「四字熟語の読みは『しじじゅくご』ではないか？」というテーマの記事が掲載されたことがある。実際には現代の日本語における数詞の読み方は非常に変則的な変化をもっており、『NHK日本語発音アクセント辞典 新版』によると、「四」は助数詞と結合する際、「よ」あるいは「よん」と通常訓読みするという。ただし漢字をもっぱら呉音で発音する仏典などにおいては、「四字」を「しじ」と読む例も珍しくはない。

## 四字熟語の現状

### 四字熟語の利用

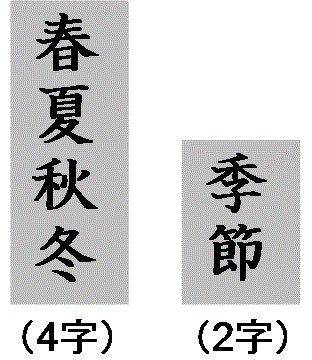
「春夏秋冬」と「季節」はほぼ同義の語であるが、漢字4字で構成される前者の方が力強い印象を受ける。

本来、四字熟語（中国語では成語）は、漢民族独特の表現体系であった。しかし、慣用句（慣用語）として、古来から日本語の言語文化にも広く浸透し、軽視できぬ存在意義を示しているという。ときに、四字熟語は、力強い印象を持たせることができるため、文章の表題などとしてよく引用される。また、同じ意味の言葉でも、漢字四字で構成される語の方が好まれる例もある。例えば、「広域地方自治体」よりも「都道府県」という表現の方が好まれているが、この理由として、この語がもつ四字熟語性が挙げられるという。
1990年代以降の日本語ブームの状況下で、四字熟語を勉強する若者が増えているという。四字熟語には、歴史や教訓の膨大な累積がたった4文字に圧縮されていると認識されているからである。ある大学生によると四字熟語などの聞きなれない言い回しに「知性を感じる」という。また、意味の分かりにくい外来語の勢力が拡大していく中で、由緒ある漢語を適切に用いることが、世代間のギャップを埋めるだろうと考える者もいるという。
一方で、大学生の学力低下を指摘するために常識とされる四字熟語が用いられた例もある。週刊誌の調査班が東京六大学に通う大学生に抜き打ちで国語・社会・数学の合計10問の問題を解かせるというものであり、そのうち2問が四字熟語の問題であった。その結果によると「暖衣飽食」を答えさせる問題の正答率が6.7%、「付和雷同」を答えさせる問題の正答率が58.3%であったという。評論家の大隈秀夫によると、最近の若者の文章には四字熟語が数多く用いられるが一方で、誤字が散見され、間違った意味で使われることも少なからずあるという。
国語教育においては語彙力を問う目的で四字熟語が試験などにおいて問われやすい。常識的な四字熟語を試験に採用すれば、故事の知識や漢字の読み書き能力をみる問題の作成が容易になり、さらに次回試験に向けてのプールも行いやすくなることから、中学入試や漢字検定においては、四字熟語の対策が必修とされる。また、大学入試においても、四字熟語は現代文や小論文の試験問題を解く上で重要な知識の一つに挙げられると、日本語評論家で元予備校講師の田村秀行の指摘している。さらにある参考書によれば、より専門的な知識が問われる教員採用試験においても、四字熟語についての試験対策が必要であるとしており、「月下氷人」といったあまり見慣れない語の知識もしばしば要求されるという。
とりわけ「厚顔無恥」（誤答例「厚顔無知」）、「意味深長」（誤答例「意味慎重」）、「五里霧中」（誤答例「五里夢中」）など勘違いしやすい四字熟語は、各種試験において頻出であるという。この種の語は、コンピュータに入力する際にも、誤入力することは多く、日本語入力システムのATOKには2009年（平成21年）のバージョンから、誤った四字熟語を自動的に指摘する機能が追加されている。1964年（昭和39年）公開の映画『007 危機一発』を発端として「危機一発」の誤字が定着してしまった例もある（本来の表記は「危機一髪」である）。
四字熟語に親しむ世代には、低年齢の児童や幼児も含まれ、四字熟語をテーマとする玩具も存在する。ある玩具店には、四字熟語が印刷されたトイレットペーパーさえ置いてあるという。
非漢字圏の外国人でも四字熟語に興味をもつ者もいる。例えば、ハンガリー出身の数学者であるピーター・フランクルは、「乾坤一擲」「駑馬十駕」など難解な四字熟語を愛好しており、「漢字は確かに複雑だが、複雑なほど人間にとっては恵みになっている」のように評価している。
漫画やアニメといった題材の中で四字熟語がモチーフとなる例もある。特に2004年（平成16年）頃から無生物やその他さまざまな概念をキャラクター化した、いわゆる「萌え擬人化」が一つのジャンルとして一定の地位を獲得してからは、四字熟語でさえも擬人化の対象とした『4じてん。』（角川書店 2010年（平成22年） - ）のような作品も出てきた。
また、ある物事を表現するのに、四字熟語を挙げさせるというケースもある。あるメーカーがコーヒーを愛飲する男女に「コーヒーを連想させる四字熟語」を尋ね たところ、男性は「閑話休題」「悠々自適」などを挙げ、女性は「悠々自適」「気分転換」などを挙げることが多かったという。

### 漢字パズル
新聞などに連載している漢字パズルは、専門雑誌が存在するほど人気であり、近年では四字熟語に関する問題も作られている。例えば、東北芸術工科大学名誉教授の馬場雄二は、1970年代から現在にかけて漢字パズルを製作するパズル作家としても有名で、四字熟語に関する書籍や玩具も製作している。このうち「四字熟語合わせ」（奥野かるた店、2001年（平成13年））は、馬場の作品の中でもベストセラーの1つであるという。
漢字パズルファンの中には四字熟語を蒐集する者も存在し、「青森県警」「青森県内」といったものも含め、「青」ではじまる四字熟語だけで30条に達するリストを作成した者もいるという。このような需要に応じる形で、2009年（平成21年）には、『漢字パズル辞典』（学習研究社、2009年（平成21年））が刊行されている。同書は、ある漢字を漢和辞典の要領で調べると、その漢字を用いた熟語を一度に挙げることができるという。
四字熟語の漢字パズルが人気なのは、ことばが根源的に持っている楽しさの要素が、四字熟語の中に見出されるからであるという。

### 創作四字熟語
有名な四字熟語を引用することで、既存の思想を簡潔に表現することができる一方で、時代や世相を言い当てる新造の四字熟語が1980年代後半以降、次々と生まれている。これは、種々の物事をわずか漢字4字で表現することに魅力を感じるからだという。例えば、1987年（昭和62年）当時秩父セメント（現・太平洋セメント）会長だった諸井虔は「『広興軟超』が必要なのではないか」と言っている。これは、「広く興味を持ち、柔軟な発想で、既存の常識を超越する」という意味らしい。
住友生命は、日本における漢字文化を見直すため、1年間の世相を的確に表現した「創作四字熟語」を毎年一般から募集するという企画を1990年（平成2年）から実施している。同企画の審査員で歌人の俵万智は、1990年（平成2年）から2009年（平成21年）まで20年間の優秀作品を振り返って、以下のように表現している。
あらゆるジャンルのできごとを、こんなに効率よく、一目で振り返れてしまうところに、四字熟語の底力というものを、あらためて感じます。
また、日本語ブームの風潮の中、四字熟語の創作をする著名人もいる。タレントの所ジョージは、自由に創作した四字熟語を著書『四字列語』（新潮社、1999年（平成11年））で紹介している。

### 外国人とのコミュニケーション
漢字文化を共有する日本語圏、中国語圏、朝鮮語圏などの人々の間で、四字熟語を用いてのコミュニケーションが行われることがある。例えば、俳優の真田広之は、映画『PROMISE』の撮影の際、陳凱歌監督からシーンのテーマを四字熟語にして、役である武将の気持ちの説明を受けたという。
国際外交について、四字熟語が用いられた例もある。冷え切った日中関係を立て直すため、当時の内閣総理大臣である福田康夫が訪中したことを、中国のマスコミは「迎春之旅（yíng chūn zhī lǚ）」と表現し、反対に国家主席の胡錦濤が訪日したことを「暖春之旅（nuǎn chūn zhī lǚ）」と表現した。
また、創作四字熟語の最優秀作品に「様様様様（よんさま）」という韓国俳優のペ・ヨンジュンにちなむものが選ばれたことは、韓国でも話題になった。反対に、韓国で毎年選定される、1年間の世相を表す四字熟語は、韓国以外のメディアでも取り上げられ、しばしば話題になっている。

## 批判
近現代にかけて、日本語の言文一致が急速に進んでいった中で、四字熟語のみが文語文体に多用された漢文調の表現を化石的に残しており、時代錯誤な異物感があるという指摘がある。しかし、最近になって「四字熟語辞典」がもてはやされ、本来、古色蒼然であった表現における四字熟語が注目されるようになったのは、それが本来の話し言葉にとって異物、すなわち文語であるという意識が希薄になり、四字熟語の骨ばった字面の手触りと、音韻法則の独自性のみが面白がられるようになったからだと、劇作家の 別役実は指摘している。別役によると、情報を正確に伝えるため、言葉が単なる「意味のもつ記号」にされてしまいつつある情報化社会において、言葉のもつ「意味以外の要素」が逆に注目されはじめているという。別役は、四字熟語の使用頻度が増えているのは、四字熟語のもつ「意味以外の要素」のせいであるとしている。
中国文学者の高島俊男は、 難解な四字熟語を高尚で深遠であると盲信する風潮と、それに便乗して次々と四字熟語辞典が出版されていく現状を批判している。表現というものは、何度も目にしているうちに自然と意味と使いどころがわかって、はじめて的確に使うことができるものであり、全然なじみのない語を辞書から探す作業は、あまり程度の高くない者のすることだとしている。また、編著者を公表していない四字熟語辞典は、公表しているものに比べ、突飛な語を手当たりしだい収録している印象があるという。
高島は、日本人が常用する四字熟語は、日本語の慣用句の一部分にすぎず、本来もっと卑近なものであるといい、四字熟語辞典を次のように評している。
このような批判に対し、『岩波四字熟語辞典』（岩波書店 2002年（平成14年））の編集部は、『四字熟語ひとくち話』（岩波書店 2007年（平成19年））の中で、「そうかも知れない」と譲歩する一方で、以下のようにも評している。
同編集部によると、例えば人物を形容するときでも、ストーリー性のある四字熟語を用いれば、人間的な肉付けが可能になるという。同編集部は、込み入った状況や複雑な気持ちを四字熟語で言い表せたときの快感を味わってほしいといっている。しかし、これにも批判的な意見がある。評論家の田村秀行の指摘によれば、四字熟語のような慣用句にばかり頼っていると、自分で表現を考え、組み立てることをしなくなり、場合に関係なくひとつの言葉で済ませてしまうようになる「思考のパターン化」が起きてしまうという。
評論家の大隈秀夫は、難しい四字熟語を頻用するとかえって文章の分かりやすさを損ねるとしている。例えば「一晩じゅう眠れなくて、寝返りばかり打っていた」と書けば済むところを、「輾転反側」（てんてんはんそく）のようなあまり一般的でない四字熟語を引用する必要はないとしている。また、「雉兎芻蕘」（ちとすうじょう）という難解な語を繰り返し用いた作家を例に挙げ、四字熟語の多用は、衒学的（げんがくてき。知識をひけらかすこと）になりがちであり、読者に「嫌み」と受け取られかねないと注意を促している。

## 中国語圏における成語との比較

### 成語
中国語圏（中国や台湾、およびシンガポールなど）では四字熟語という用語は用いず、単に成語（せいご、拼音: chéngyǔ）と呼ぶことが多い。成語といえばもっぱら4字で構成されることが大多数であるが、「温良恭倹譲（おんりょうきょうけんじょう、拼音: wēn liáng gōng jiǎn ràng）」といった、ごく少数の例外も存在する。このため、4字に特定していう場合、中国語では「四字格成語」と呼ぶ。
漢字は表語性が高い文字であり、原則として1字が1単語を表す。特に古典中国語である漢文ではこの傾向が強い。また、4字（4語）がひとまとまりになりやすいという性質がみられる。この例外として「酔眼朦朧（すいがんもうろう、拼音: zuì yǎn méng lóng）」のようなものがある。「朦朧」は連綿語と呼ばれる擬態語に類するものであり、2字で1語とみなされることが多く、「朦」と「朧」の2字に分けて考えることにあまり意味はない。また、「阿鼻地獄（あびじごく、拼音: ā bí dì yù）」のような外国語の語彙を含む例もある。「阿鼻」は、サンスクリット語のavīciからの音写なので、これも「阿」と「鼻」の2字に分けて考える必要はない。
現在も中国語圏における成語は、日本における四字熟語より早いペースで次々と生まれており、一文字だけ異なるが同じ意味を表すものも多数存在する。歴史的に用例があるものを集めてゆけばその数は膨大となり、実際、日本における四字熟語辞典が最大でも5000項目程度なのに対し、中国語圏の辞典では、『中華成語熟語辞海』（学苑出版、2000年（平成12年）。全4巻）のように全約5万項目の内、4字からなる成語だけで約3万項目を収録するものもある。
中国語圏においても、成語の範囲は一定ではなく、諺（）、熟語との区別について扱いはさまざまである。例えば、中国国家語言文字工作委員会のプロジェクトとして編纂された『現代漢語諺語規範詞典』は成語を4字からなるものと扱い、5文字以上のものを収録する方針のはずが「物離郷貴」など4字の「諺」も少数載せている。他にも、「近朱者赤，近墨者黒」(朱に交われば赤くなる)などのように4字ずつの対句からなる諺や「歇後語」と呼ばれるしゃれ言葉では、実際には最初の4字だけを言うこともあり、これらの扱いも問題となる。

### 意味上の差異
起源を同じとする四字熟語でも、長い年月を経て、日中間で意味に差異を生じた例がある。大阪外国語大学名誉教授の伊地智善継は以下のような例を挙げている。
| 例       | 日本語                   | 現代中国語               |
| -------- | ------------------------ | ------------------------ |
| 朝三暮四 | 巧みな言葉で人を欺く     | 考えや主張が変わりやすい |
| 一刀両断 | 思い切って物事を処理する | きっぱりと関係を断つ     |
| 七転八倒 | 苦しみもだえる           | 非常に混乱しているさま   |

そもそも日中で共通して日常的に使用する成語自体がごくわずかであるという意見もある。中国文学者の高島俊男によると、漢籍に由来する「孟母三遷」や「呉越同舟」などの成語は、日本においては有名であるが、中国語圏ではあまり一般的ではないという。反対に中国語圏で使用頻度の高い「莫名其妙（mò míng qí miào）」や「乱七八糟（luàn qī bā zāo）」などは日本語において用例がみられない。また日本語で「奇想天外」というところを、中国語圏では「異想天開（yì xiǎng tiān kāi）」と表現するなど、意味が共通するものでも少しずつ表現の仕方が異なるものも多い。

### 音韻構造上の差異
中国語における漢字は原則として1字1音節であり、四字熟語は常に4音節である。一方、日本語では1字1-2モーラであり、四字熟語は4-8拍となる。なお、モーラ数は漢字の音読みにおける仮名の内、拗音字を除いた数と等しいが、これは必ずしも音節数とは一致しない。以下の表は、その例である。
| 例                                                          | 日本語（音読み） | 日本語（音読み） | 現代中国語（普通話） | 現代中国語（普通話） | 現代中国語（広東語）  | 現代中国語（広東語） | 古典中国語（中古音）  | 古典中国語（中古音） |
| 例                                                          | 読み方           | モーラ数         | 読み方               | 音節数               | 読み方                | 音節数               | 読み方                | 音節数               |
| ----------------------------------------------------------- | ---------------- | ---------------- | -------------------- | -------------------- | --------------------- | -------------------- | --------------------- | -------------------- |
| 是是非非                                                    | ぜぜひひ         | 4モーラ          | shì shì fēi fēi      | 4音節                | si6 si6 fei1 fei1     | 4音節                | dzyeX dzyeX pjɨj pjɨj | 4音節                |
| 家徒四壁                                                    | かとしへき       | 5モーラ          | jiā tú sì bì         | 4音節                | ga1 tou4 sei3 bik1    | 4音節                | kæ du sijH pek        | 4音節                |
| 兎起鶻落                                                    | ときこつらく     | 6モーラ          | tù qǐ hú luò         | 4音節                | tou3 hei2 gwat1 lok6  | 4音節                | thuH khiX kwot lak    | 4音節                |
| 一衣帯水                                                    | いちいたいすい   | 7モーラ          | yī yī dài shuǐ       | 4音節                | yat1 yi1 daai2 seui2  | 4音節                | ʡjit ʡjɨj tajH sywyjX | 4音節                |
| 磊磊落落                                                    | らいらいらくらく | 8モーラ          | lěi lěi luò luò      | 4音節                | leui5 leui5 lok6 lok6 | 4音節                | lwojX lwojX lak lak   | 4音節                |
| ※中古音の無印は平声または入声、-X は上声、-H は去声を表す。 |                  |                  |                      |                      |                       |                      |                       |                      |

中国語では、このような4音節の言葉が最も口調がよく、音声的にも視覚的にも安定感が高い。こうして、4字で構成される無数の表現が自然と作られていく。日本語でも同様に「デジカメ（デジタルカメラ）」、「ケータイ（携帯電話）」など4モーラの語が目立つ。

### 文法上の差異
中国語では成句は中国語の文法に則って構成されるため、日本語の訓読の様に途中で前に戻って読むことはない。例えば「以心伝心」という成句の由来である『六祖壇経』の「法則以心傳心」は、以下のように読むことになる。
原文「法則以心傳心」
中国語読み（普通話）「fǎ zé yǐ xīn chuán xīn」
日本語では語順や文法の違いにより「法は則ち心を以て心を伝う」と読み下して解釈するのが一般的である。しかし、訓読に加え「ほう そく いしんでんしん」のように漢文をそのままの語順で発音する直読も重視する埼玉大学教授の安達忠夫のような者もいる。

### 使用者の印象の差異
前掲の「莫名其妙（mò míng qí miào）」「乱七八糟（luàn qī bā zāo）」などは、中国語圏において使用頻度の高い成語であるが、前者は「ちんぷんかんぷん」、後者は「ごたごた」くらいのニュアンスでしか用いられない。これは四字熟語の薀蓄が、一つの教養であるとみなされる日本と対照的である。日本では、ときに「中国三千年の文化の結晶」や「人類の叡智、深遠な意義」などと四字熟語の高雅さを強調することすらある。これに対して、中国語圏における成語は、もっと卑近なものであり、ときに陳腐なものでさえあるという。
例えば、人物が列をなして建物に入っていく様子を表すときに「魚貫而入（拼音: yú guàn ér rù）」 という成句を用いる。これは、人物を魚に喩えて文章に面白みを与えることが最小限の字数で可能になる一方で、表現として陳腐な印象を持たせてしまう。だから中国において、プロの著述家の場合、このような成語を用いることを避け、もう少し表現を工夫するという。これは、日本におけるプロの著述家が同様のことを表現するのに「金魚の糞のような列をなして……」という陳腐な表現を避けるのと似ている。原文では「金魚のウンコ」とある。

### 方言成語
各地の方言の差異が大きく、かつそれぞれの地方が長い歴史を持つ中国では、中国標準語の成語以外に、地方独自の4字構成を中心とした「方言成語」が多数存在する。ただし、成語とすべき範囲、すなわち諺との違いや字数、書面性の有無などについてはまだ学会共通の認識には至っていない。
方言成語の特徴は、明確な出典となる書籍がなく、伝承によっていること、成語を使用する場面が、書面語ではなく、口語中で使っており、一般大衆が広く知っていること、語彙が分かりやすく、内容も通俗的であること、同じ大方言区内でも地域差が存在すること、もともと5音節の内容が音の結合で4音節に変化しているものが存在すること、などがある。
中国の方言成語の例
- 野山没量 - 野蛮極まりない (晋語寧武方言)[89]
- 一天世界 - 散らかり放題 (上海語)
- 猪朋狗友 - 悪友 (広東語)
- 不会暁抽退 - 抜け出す術を知らない (閩南語。「不会」は boe と1音節で読む)

日本の方言における四字熟語
なお、特定地域の方言でのみ使われたり、地方独特の事物に関し、かつ和語を含まない四字熟語は日本語においても少数存在する。
- 一軒露次 - 表家と表家との間から細い路地を入った奥にある一軒家 (大阪方言)[90]
- 器用報恩 - 正月は一日常用の器具を休ませる (長崎方言)[91]
- 千苦万苦 - 多くの苦労 (琉球語/琉球方言)[92]

この他、中国ではチワン語、ペー語などの多くの少数民族語においても、成語は広く借用され、使われている。

## その他の国の事例

### 大韓民国
古くから漢字文化を受容してきた朝鮮語（韓国語）を国語とする大韓民国（韓国）においても同様の概念は存在する。朝鮮語で「四字熟語（사자숙어）」と言っても通用するが、中国語の「成語」にならって、「漢字成語（한자성어）」と呼ばれることも多い。その範囲は一定ではなく、日本の四字熟語と同じように、漢語系の4音節語を広く成語と見なし、「利己主義(이기주의)」のような普通名詞や「北斗七星(북두칠성)」のような固有名詞までを含めて解説している例もある。おおむね日本と同様、漢籍に由来するものが代表的であるが、日本語から借用された「抱腹絶倒(포복절도)」、「八方美人(팔방미인)」や、洪万宗の「賊反荷杖（적반하장）」 のように独自のものもみられる。朝鮮語独自の成語の中には、「門前沃畓(문전옥답)」 のように朝鮮固有語を含むものもある。
1970年代ごろまで漢文における成句の意味と用例を答えさせる問題が、大学入試に大きなウェイトを占めていたという。しかし、1970年代における朴正煕の漢字廃止政策以降、ハングル専用が推し進められ、漢字は等閑されている現状である。
ただ、慣用句として四字熟語を引用する例は、現在でも多くみられる。例えば、著名人では、韓国の高建（コ・ゴン）首相が、自分の政治改革の意志を表現するのに「雲行雨施（うんこううし、운행우시）」を引用した例 や韓国大統領府である青瓦台が、李明博（イ・ミョンバク）大統領の政策を象徴する四字熟語として「扶危定傾（부위정경）」 を選定した例 などがある。
また、韓国の教授新聞は、韓国各地の大学教授に対するアンケートを元に1年間の世相を表す四字熟語を2001年から毎年選定している。最近では、同様の方法で年始にその年の所望を表す四字熟語も2006年から選定している。

### 朝鮮民主主義人民共和国
朝鮮民主主義人民共和国（北朝鮮）は、大韓民国と同様、朝鮮語を国語としているが、1949年に一切の漢字の使用を廃止している。しかし「祖国統一偉業と民族文化遺産継承」や「近隣諸国との科学･文化･経済交流」という目的で漢字・漢文教育は継続されている。
漢字・漢文教育の中で、四字熟語も扱っている。例えば、『漢文教科書高等中学校3』の第29課には、「四字句」という項目があり、その中で「難攻不落（난공부락）」や「以民為天（이민위천）」 などの軍事や社会主義に関する用語が紹介されている。

### ベトナム
漢語系語彙の占める割合が高いベトナム語においても、中国語を借用した四字の「thành ngữ Hán Việt」(タイングー・ハン・ベト。成語漢越)や四字からなる慣用表現が多くあり、現在も広く使用されている。漢語系慣用表現の7割以上が4音節語である。漢語を含まない4音節語で、漢語を訳したと思われるものあるが、成語ではなく、諺の範疇に入れることが多い。
漢語のままのもの
- đồng bệnh tương lân - 同病相憐 (日本語: 同病相憐れむ)
- hữu danh vô thực - 有名無実
- ngư ông đắc lợi - 漁翁得利 (日本語: 漁夫の利)
- phu xướng phụ tùy - 夫唱婦随
- toàn tâm toàn ý - 全心全意 (日本語: 誠心誠意)

漢語の一部が変わっているもの
- nhập gia tùy tục - 入郷随俗 → 入家随俗 (日本語: 郷に入っては郷に従え)
- nhất cử lưỡng tiện - 一挙両得 → 一挙両便

漢語を訳したと思われるもの
- ếch ngồi đáy giếng - 井底之蛙 → 蛙が井戸の底に座る(日本語: 井の中の蛙)

## 読書案内
本文で言及しなかった書籍を列挙する。
四字熟語辞典・四字熟語集
- 田部井文雄 編（日本語）『大修館 四字熟語辞典』大修館書店、2004年6月。ISBN 4-469-02109-1。
同規模の辞典と比較すると収録数は多くはないが、明治時代の作家からの引用など、豊富な出典情報を掲載している[100]。「之」入りの四字熟語は掲載されていない[101]。
- 学研辞典編集部 編『用例でわかる四字熟語辞典』学習研究社、2005年7月。ISBN 4-05-301798-X。
三省堂の四字熟語辞典に次ぐ規模の辞典である。出版にあたり『漢字源』（学習研究社、2001年）の担当者も編集に参加している[102]。
- 日本漢字教育振興会 編『漢検 四字熟語辞典』日本漢字能力検定協会、1997年3月。ISBN 4-931237-99-1。
日本漢字能力検定に準拠した辞典である[103][104]。
- 小学館 編『四字熟語の読本』小学館〈小学館ライブラリー 91〉、1996年11月。ISBN 4-09-460091-4。
内容は四字熟語集である。比較的、出典が充実している[105]。
- 須藤隆仙『仏教四文字熟語辞典』新人物往来社、1998年。ISBN 978-4404025715。
仏教に由来する四字熟語を約2000語収録している[37]。
- 奥平卓、和田武司『四字熟語集』岩波書店〈岩波ジュニア新書〉、2002年6月。ISBN 4-00-500135-1。
本稿の参考文献『楽しむ四字熟語』（岩波書店、1991年（平成3年））の姉妹書である。

### 四字熟語研究
- 岩波書店辞典編集部 編『四字熟語ひとくち話』岩波書店〈岩波新書〉、2007年4月。ISBN 978-4-00-439010-7。
- 奥平卓、和田武司『楽しむ四字熟語』岩波書店〈岩波ジュニア新書〉、1991年12月。ISBN 4-00-500199-8。
- 高島俊男『ちょっとヘンだぞ四字熟語 お言葉ですが… 10』文藝春秋〈文春文庫 た38-11〉、2009年3月（原著2006年3月）。ISBN 978-4-16-759811-2。
- 別役実『左見右見四字熟語』大修館書店、2005年11月。ISBN 4-469-22173-2。

### 本文に関連した資料
辞典は、本文で言及したのみ記載する。
初出
- 真藤建志郎『「四字熟語」の辞典――活用引用自由自在』日本実業出版社、1985年5月。ISBN 4-534-01022-2。

国語辞典
- 森岡健二ら 編『集英社国語辞典』（横組版）集英社、1993年2月。ISBN 4-08-400011-6。
- 松村明 編『大辞林』（第2版）三省堂、1995年10月。ISBN 4-385-13900-8。
- 新村出 編『広辞苑』（第6版）岩波書店、2008年1月。ISBN 978-4-00-080121-8。

四字熟語辞典
- 三省堂編修所 編『新明解 四字熟語辞典』三省堂、1998年1月。ISBN 4-385-13620-3。
「官官接待」など現代社会を反映したものも掲載されている[37]。2011年（平成23年）時点で収録数が最も多い四字熟語辞典であるという[106]。
- 岩波書店辞典編集部 編『岩波四字熟語辞典』岩波書店、2002年10月。ISBN 4-00-080204-6。
厳密には四字熟語と呼びがたいものも掲載されている。「読んで面白く得する」情報を盛り込んでいるという[107]。

その他辞典
- 学研辞典編集室 編『漢字パズル辞典』学研教育出版、2009年12月。ISBN 978-4-05-302798-6。

創作四字熟語
- 住友生命 編『創作四字熟語――平成の世相を反映した日本語パロディ』（保存版）河出書房新社〈Kawade夢文庫〉、1996年2月。ISBN 4-309-49137-5。
- “『創作四字熟語』で振り返る20年!” (PDF).   住友生命保険相互会社 (2010年1月8日). 2020年10月12日閲覧。
- 所ジョージ『四字列語』新潮社、1999年2月。ISBN 4-10-428701-6。